# الأميرة: ظل حيطة
الأميرة: ظل حيطة هو مسلسل تلفزيوني مصري عُرض في شهر رمضان عام 1446 هـ (1 مارس 2025م)، من بطولة ياسمين صبري، نيكولا معوض، هالة فاخر، وفاء عامر، هاجر الشرنوبي، من تأليف محمد سيد بشير، ومن إخراج شيرين عادل.

## قصة المسلسل
تنقلب حياة (زينب) بشكل مفاجئ بعد زواجها، حيث تنشأ العديد من الخلافات مع زوجها الذي يحاول السيطرة عليها وتسيير حياتها بطريقته الخاصة، لكنها ترفض ذلك الوضع، وتكتشف بعدها خيانته لها مع صديقتها المقربة، ويتطور الصراع بينهما ليشمل أفرادًا من عائلتهما وأصدقائهما ومن ثم تعود زينب لزوجها بعد معرفة ان صديقتها هي التي دخلت بحياتها الزوجية وقامت بتعليم زوجها .

## بطولة
- ياسمين صبري: (زينب)
- نيكولا معوض: (أسامة)
- هالة فاخر
- وفاء عامر
- هاجر الشرنوبي
- سلوى عثمان
- مها نصار
- غفران محمد
- عابد عناني
- عزت زين
- رانيا فريد شوقي: (دكتورة ندي)
- نضال الشافعي: (هارون)
- هند عبد الحليم: (منال)
- مونيكا ألفونس